# Pterisanthes parvifolia
Pterisanthes parvifolia är en vinväxtart som beskrevs av Merrill. Pterisanthes parvifolia ingår i släktet Pterisanthes och familjen vinväxter. Inga underarter finns listade i Catalogue of Life.